# Linea di rilevamento

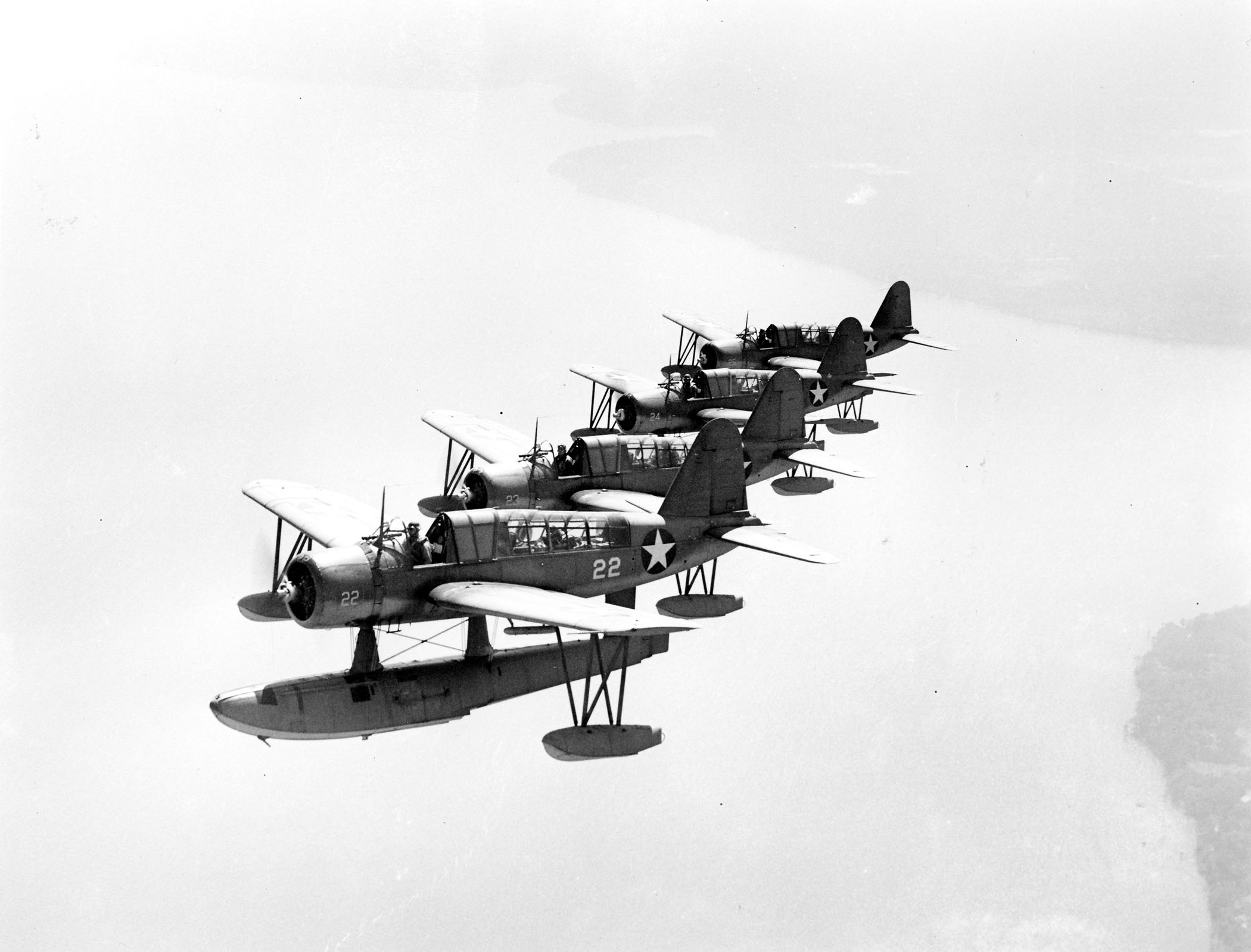
Dei velivoli Vought OS2U Kingfisher In formazione a linea di rilevamento

La linea di rilevamento (in inglese echelon, da cui il nome della rete di intercettazione angloamericana ben nota), in una formazione navale o aerea, si ottiene da una linea di fila con una virata di 45 gradi attraverso una virata contemporanea. Di conseguenza, i mezzi dopo la virata si presentano sfalsati in diagonale, con ognuno di essi spostato di lato e all'indietro rispetto al precedente e al fronte di marcia.